# Geveegde kont

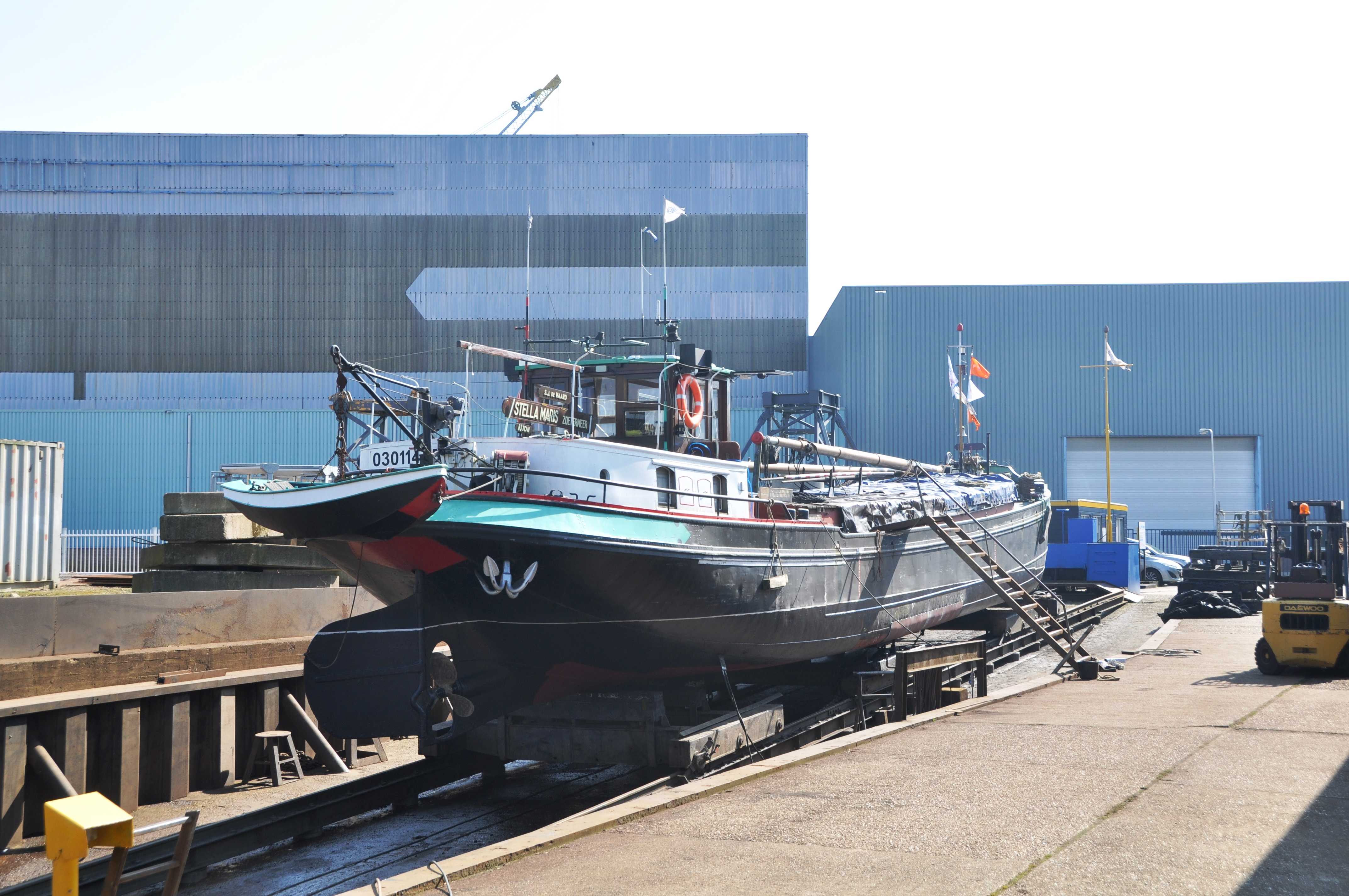
Een schip met een geveegde kont

Een schip met een geveegde kont of een geveegd schip heeft een scherp gesneden vorm waarvan de lijnen een gestrekt verloop hebben, weinig kromming hebben. Het gaat daarbij om de kromming van het vlak in langsscheepse richting. Aan de achterzijde van het schip loopt het vlak zeer geleidelijk uit het water en daarmee hangt het (bij ongeladen schip) voor een deel boven water, een overhangend hek. Men zegt dat met een gestrekt verloop omhoog het water gemakkelijker los zal laten. Dit in tegenstelling tot een "volle kont", waarvan de lijnen sterk gekromd zijn. Sterk geveegd betekent een lang gestrekt verloop onder kleine hoek.
De achterkant is goed 'geveegd' als de waterlossing zowel leeg als geladen optimaal is. Dit betekent in de praktijk een sierlijke, sterk en mooi gebogen achtersteven.